# Plačovice
Plačovice (německy Plospitz) jsou malá vesnice, část obce Dešná v okrese Jindřichův Hradec v Jihočeském kraji. Plačovice jsou také název katastrálního území o rozloze 2,79 km².

## Poloha a charakter vsi

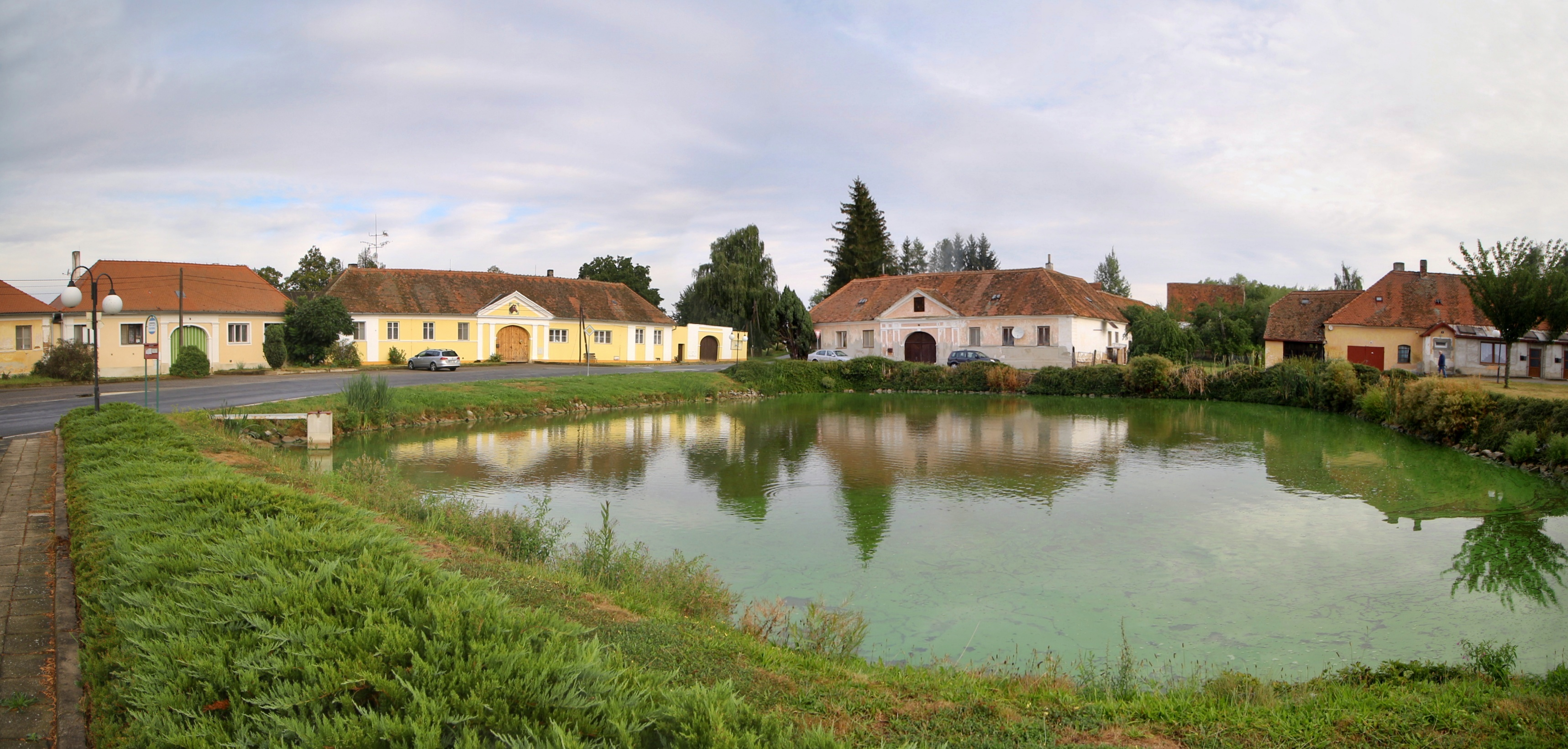
Náves s rybníkem

Vesnice se rozprostírá 6,5 kilometru jihozápadně od města Jemnice. Původní název vsi byl Platišovice a znamenal ves lidí Platišových. Změna na Plačovice mohla být způsobena nářeční redukcí –tiš- na –tč-. Vzhledem k velikosti obce a její poloze v pohraničí, zde nebyla po roce 1945 prováděna žádná výstavba. Obec má urbanistickou vzácnou podkovovitou dispozici zdejších domů, které jsou pozdně empírové se středními vjezdy. Obecní pečeť je doložena ze 70. let 18. století. Uprostřed pečeti je zobrazeno srdce, za které ho vyrůstají tři květy, po stranách srdce je z pravé strany nůž a z levé radlice. V Plačovicích je od 19. listopadu 1990 vesnická památková zóna.

## Historie
První písemná zmínka o vesnici pochází z roku 1353.

## Obyvatelstvo
| Rok            | 1869 | 1880 | 1890 | 1900 | 1910 | 1921 | 1930 | 1950 | 1961 | 1970 | 1980 | 1991 | 2001 | 2011 | 2021 |
| -------------- | ---- | ---- | ---- | ---- | ---- | ---- | ---- | ---- | ---- | ---- | ---- | ---- | ---- | ---- | ---- |
| Počet obyvatel | 46   | 70   | 68   | 63   | 79   | 71   | 60   | 51   | 80   | 62   | 56   | 45   | 33   | 34   | 29   |
| Počet domů     | 10   | 10   | 10   | 15   | 10   | 10   | 10   | 10   | 9    | 9    | 10   | 9    | 10   | 10   | 9    |

## Obecní správa
Při sčítání lidu v letech 1850–1959 Plačovice byly samostatnou obcí, se kterým patřily nejprve do okresu Dačice, ale v letech 1900–1930 v okrese Moravské Budějovice a v roce 1950 opět v okrese Dačice. Od roku 1960 jsou částí obce Dešná v okrese Jindřichův Hradec.

## Pamětihodnosti
- Zděná výklenková kaple z počátku 19. století při silnici od Dešné
- Kamenná boží muka u silnice do Menhartic
- Kříž u silnice do Dešné